# Forrest Mars senior
Forrest Edward Mars detto senior (Wadena, 21 marzo 1904 – Miami, 1º luglio 1999) è stato un imprenditore e miliardario statunitense, forza trainante dell'azienda di caramelle Mars fondata dal padre, È noto soprattutto per aver introdotto le barrette di cioccolato Milky Way (1924) e Mars (1932) e il cioccolato M&M's (1941), oltre a orchestrare il lancio di Uncle Ben's Rice.

## Biografia
Mars nacque il 21 marzo 1904 a Wadena, Minnesota, figlio unico di Franklin Clarence Mars, il fondatore della Mars Candy Company, e della sua prima moglie Ethel Gale Mars (nata Kissack; 1882-1980). È stato cresciuto dai nonni materni a North Battleford, nel Saskatchewan, in Canada, dopo il divorzio dei suoi genitori quando era ancora un bambino. Raramente vide suo padre, che si risposò con Ethel Veronica Healy nel 1910. Aveva una sorellastra, Patricia Mars. Dopo il liceo, entrò all'Università della California, Berkeley, e successivamente si trasferì all'Università di Yale, dove completò una laurea in ingegneria industriale nel 1928.

## Vita privata
Sposato con Audrey Ruth Meyer con cui ha avuto tre figli: Forrest Jr., John F. che hanno continuato l'attività del padre e Jacqueline